# Dobersdorf

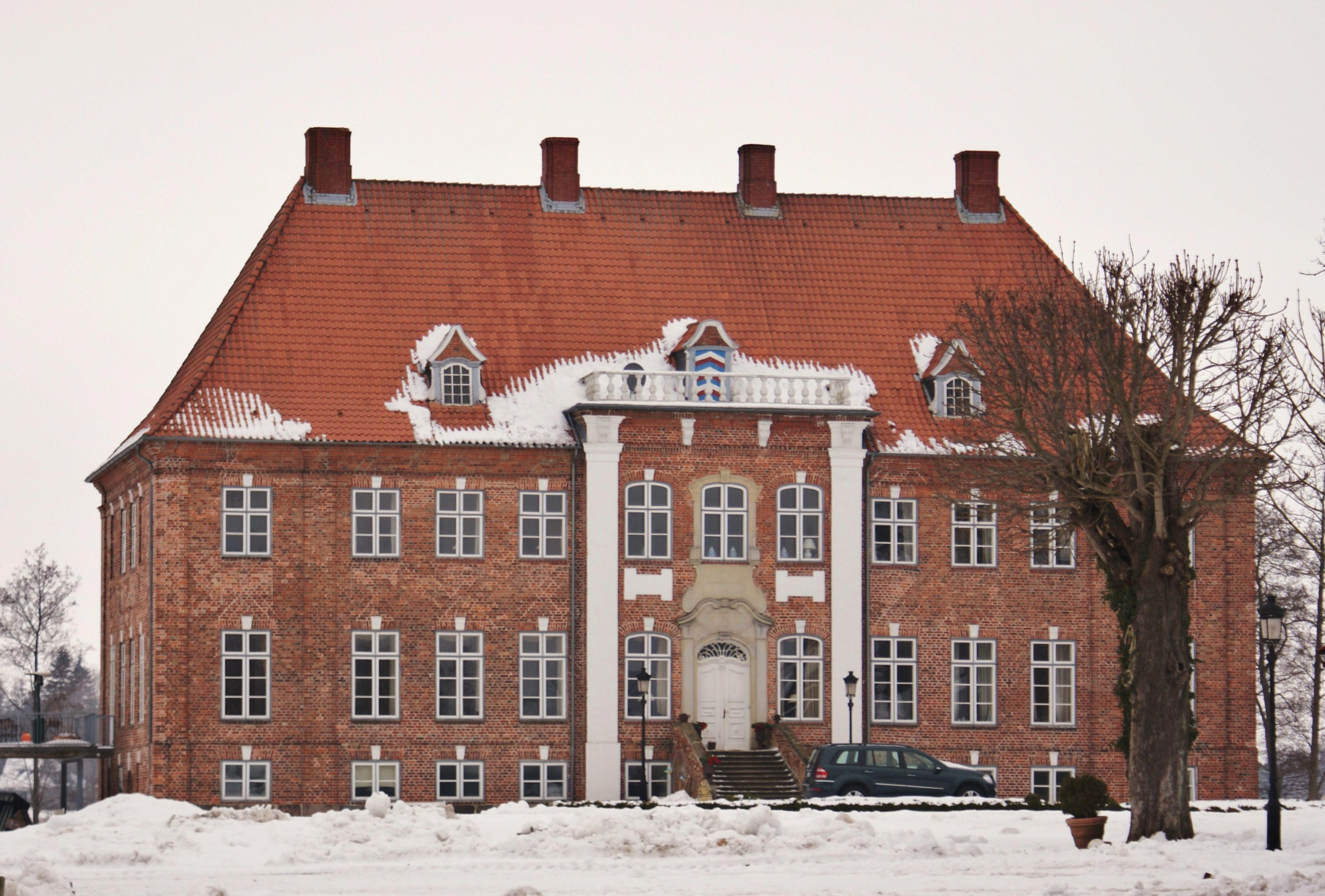
Monumento do patrimônio cultural em Dobersdor

Dobersdorf é um município da Alemanha, localizado no distrito de Plön, estado de Schleswig-Holstein.